# Jack Barber
John "Jack" Barber (8. januar 1901 i Salford, Lancashire - 30. marts 1961) var en engelsk fodboldspiller. Han blev for det meste brugt som angriber. Han spillede for Clayton, Chesterfield, Southport, og Manchester United.